# Selección de fútbol C de Gales
La Selección de fútbol C de Gales es un equipo de fútbol que representa a Gales a nivel no liguero. El equipo se selecciona con jugadores que juegan en el Cymru Premier, el nivel más alto del fútbol galés.
Los partidos en casa se juegan en varios campos de todo el país. El equipo semiprofesional de Gales compite tanto en el Four Nations Tournament como en el International Challenge Trophy.

## Jugadores

### Equipo actual
El equipo se enfrentará a Inglaterra C en Caernarfon Town el 24 de marzo de 2020.
| No. | Pos.           | Jugador        | Fecha de nacimiento (edad)         | Pdos. | Goles | Club                            |
| --- | -------------- | -------------- | ---------------------------------- | ----- | ----- | ------------------------------- |
|     | Portero        | Alex Ramsey    | 15 de julio de 1993 (27 años)      | 1     | 0     | Caernarfon Town                 |
|     | Portero        | Connor Roberts | 8 de diciembre de 1992 (28 años)   | 0     | 0     | Aberystwyth Town                |
|     | Defensa        | Callum Roberts | 16 de octubre de 1998 (22 años)    | 0     | 0     | Connah's Quay Nomads            |
|     | Defensa        | Chris Hugh     | 22 de enero de 1992 (29 años)      | 1     | 0     | Barry Town                      |
|     | Defensa        | Emlyn Lewis    | 14 de junio de 1996 (24 años)      | 1     | 0     | Cardiff Metropolitan University |
|     | Defensa        | Joel Edwards   | 18 de agosto de 1991 (29 años)     | 0     | 0     | Cardiff Metropolitan University |
|     | Defensa        | Luke Cummings  | 25 de octubre de 1991 (29 años)    | 0     | 0     | Barry Town                      |
|     | Defensa        | Nathan Peate   | 2 de mayo de 1991 (29 años)        | 1     | 0     | Cefn Druids                     |
|     | Defensa        | Lee Jenkins    | 30 de agosto de 2001 (19 años)     | 0     | 0     | Aberystwyth Town                |
|     | Defensa        | Kane Owen      | 22 de octubre de 1994 (26 años)    | 0     | 0     | Pen-y-Bont                      |
|     | Defensa        | Dylan Rees     | 17 de septiembre de 1996 (24 años) | 1     | 0     | Cardiff Metropolitan University |
|     | Centrocampista | Aeron Edwards  | 16 de febrero de 1988 (33 años)    | 1     | 0     | The New Saints                  |
|     | Centrocampista | Chris Venables | 23 de julio de 1985 (35 años)      | 2     | 1     | Bala Town                       |
|     | Centrocampista | Prensa de Evan | 26 de junio de 2000 (20 años)      | 0     | 0     | Barry Town                      |
|     | Centrocampista | Clayton Green  | 27 de febrero de 1994 (27 años)    | 0     | 0     | Barry Town                      |
|     | Centrocampista | Leo Smith      | 15 de mayo de 1998 (22 años)       | 0     | 0     | Caernarfon Town                 |
|     | Delantero      | Will Evans     | 1 de julio de 1997 (23 años)       | 0     | 0     | Cardiff Metropolitan University |
|     | Delantero      | Eliot Evans    | 26 de noviembre de 1991 (29 años)  | 1     | 0     | Cardiff Metropolitan University |
|     | Delantero      | Kayne McLaggon | 21 de septiembre de 1990 (30 años) | 2     | 1     | Barry Town                      |
|     | Delantero      | Darren Thomas  | 20 de enero de 1987 (34 años)      | 0     | 0     | Caernarfon Town                 |

## Directores técnicos
| Nombre       | Período       |
| ------------ | ------------- |
| Tony Pennock | 2003-2008     |
| Mark Jones   | 2008-2018     |
| Terry Boyle  | 2018-presente |